# Oskar Blümm
 Oskar Blümm (* 26. Juni 1884 in Zwiesel; † 12. Dezember 1951 in Ursberg) war ein deutscher Generalleutnant im Zweiten Weltkrieg.

## Leben
Blümm trat als Offiziersanwärter am 22. September 1905 in das 21. Infanterie-Regiment der Bayerischen Armee ein. Am 11. September 1906 wurde er in das 5. Infanterie-Regiment versetzt und nach dem erfolgreichen Besuch der Kriegsschule Anfang März 1907 zum Leutnant befördert. Bei Ausbruch des Ersten Weltkriegs kam Blümm als Adjutant des I. Bataillons zum Reserve-Infanterie-Regiment 4 und steig Anfang September 1914 nach seiner Beförderung zum Oberleutnant zum Regimentsadjutant auf. Bereits am 27. September 1916 wurde er mit Wirkung vom 8. November 1916 zum Hauptmann befördert. Ab 31. Dezember 1917 diente er als Adjutant der 22. Infanterie-Brigade. Für seine Leistungen während des Krieges war Blümm mit beiden Klassen des Eisernen Kreuzes, dem Militärverdienstorden IV. Klasse mit Schwertern und mit Krone sowie der Hessischen Tapferkeitsmedaille ausgezeichnet worden.
Nach Kriegsende und Demobilisierung war Blümm Kompanieführer im Freikorps Bamberg und kam mit der Übernahme in die Vorläufige Reichswehr in das Reichswehr-Infanterie-Regiment 46. Mit der Bildung der Reichswehr wurde Blümm Kompaniechef im Infanterie-Regiment 21. Ab Oktober 1927 war er in der Heeres-Organisationsabteilung T2 im Reichswehrministerium tätig und wurde am 1. April 1928 zum Major befördert. Bis November 1933 verblieb er in dieser Stellung und übernahm, nachdem er am 1. Februar desselben Jahres zum Oberstleutnant befördert worden war, das Kommando über das III. Bataillon des 21. (Bayerisches) Infanterie-Regiments. Anschließend übernahm er im Oktober 1934 das Kommando über das Infanterie-Regiment Bayreuth, dem späteren Infanterieregiment 42. Dort erfolgte zunächst am 1. Februar 1935 seine Beförderung zum Oberst und am 1. April 1938 zum Generalmajor.

### Zweiter Weltkrieg
Im Rahmen der allgemeinen Mobilmachung am 26. August 1939 übernahm er das Kommando über die 57. Infanterie-Division, mit ihr nahm er vom September 1939 bis Oktober 1939 am Überfall auf Polen teil.
Ab Mai 1940 zog er mit der 57. Infanterie-Division im Frankreichfeldzug bis nach Carentan und Le Havre in der Normandie. Bei der Schlacht bei Abbeville vom 28. Mai bis 4. Juni 1940 konnte die Division 190 feindliche Panzer vernichten. Ab Dezember 1941 nahm er mit seiner Division am Unternehmen Barbarossa teil, nahm die wichtige und hart verteidigte Stadt Poltawa ein und besetzte dabei die strategisch wichtige Worsla-Brücke auf der Straße Poltawa-Charkow. Dadurch gelang es der Division einen Brückenkopf zu bilden und der Roten Armee die Verlegung starker Kräfte über Poltawa in Richtung Charkow zu verwehren. Dafür erhielt Blümm als Kommandeur der 57. Infanterie-Division am 23. November 1941 das Ritterkreuz des Eisernen Kreuzes. Von Oktober 1941 bis April 1942 war er in der Führerreserve, ab April übernahm er dann bis Oktober 1942 erneut das Kommando über die 57. Infanterie-Division, danach wurde er erneut in die Reserve versetzt. Ab November 1942 wurde er Kommandeur der Division 407.
Blümm hielt sich 1944 zufällig in Ursberg auf, wo noch viele Hunderte Behinderte lebten. Die SS wollte Ursberg besetzen. Er schützte die Belange der Wehrmacht, beschlagnahmte den Ort und verhinderte auf diese Weise die Vertreibung der Zivilbevölkerung.
In der Ausübung seines Kommandos erkrankte er am 1. April 1945 und geriet so am 26. April 1945 in Kriegsgefangenschaft, aus der er 1947 entlassen wurde.

### Nachkriegszeit
Blümm lebte nach dem Krieg in Ursberg, wo er am 12. Dezember 1951 verstarb. Seine Frau Henriette Blümm ist am 29. April 1991 im Alter von 97 Jahren in Washington verstorben und wurde am 7. Juni 1991 in Ursberg beerdigt.
In einer Aussprache des Deutschen Bundestages am 13. März 1997 zur Wehrmachtsausstellung würdigte Theodor Waigel die Maßnahmen Blümms zum Schutz der Behinderten in Ursberg:

„Dieser General der Reichswehr hatte den Mut, Ursberg für die Wehrmacht zu beschlagnahmen und die SS hinauszuwerfen. Ich kenne das vorherige Leben des Mannes nicht. Für mich ist er aber ein Held, weil er in dieser Sekunde als Vertreter der Wehrmacht mutig, ungeschützt, unter Gefahr für sein Leben Hunderte von Menschen, vor allen Dingen Behinderte, gerettet hat.“